# Bulbophyllum bariense
Bulbophyllum bariense là một loài phong lan thuộc chi Bulbophyllum.